# Grands Jours
Les Grands Jours étaient, sous l'Ancien Régime, des sessions extraordinaires tenues par les parlements en dehors de leur siège ordinaire, dans des villes secondaires éloignées de celui-ci afin d'offrir un recours accessible aux justiciables et de réprimer les abus, spécialement après des périodes de troubles. Ils sont apparus vers le milieu du XVe siècle.
Présidés par un Commissaire du roi et composés de magistrats professionnels comme des maîtres de requête, des conseillers ou des greffiers, ils viennent tous de provinces autre que la province où se déroulent les Grands Jours. Ils sont munis d'une commission royale pour aller juger sur place dans une province du royaume, loin du centre politique. La procédure est souvent utilisée aux XVe et XVIe siècles. C'est une pratique judiciaire conçue comme un parallèle et un complément aux commissions des maîtres de requêtes, représentants directs du souverain. Les Grands Jours permettent également de tester les résistances provinciales à l'ordre royal, d'analyser la hiérarchisation des délits. C'est par la justice que le pouvoir affirme son emprise sur le territoire du royaume.

## Histoire
Créés au Moyen Âge par les comtes de Champagne, ils furent ensuite régulièrement utilisés par la royauté au XVIe siècle (seize assises de 1519 à 1596). Seules deux sessions furent tenues au XVIIe siècle. 
- François Ier en fit un usage fréquent : en 1539 à Angers, en 1540 à Moulins ;
- Henri IV en 1596 à Lyon et en 1605 en Quercy et en Limousin ;
- Louis XIII en 1634 à Poitiers : Grands Jours de Poitiers. Les plus célèbres ont été ceux d'Auvergne et notamment les derniers d'entre eux, tenus en 1666[1].

## Constitutions
Les Grands Jours étaient une forme d'assise extraordinaire, composés de magistrats travaillant en commissions parlementaires afin de juger en dernier ressort d'affaires civiles et criminelles.
Les Grands Jours ont été un des instruments de mise au pas de la noblesse après les troubles de la Fronde.
Les rois accordèrent à certains princes de haut rang, le droit de faire tenir des grands jours dans leurs apanages et pairies.

## Listes des principaux grands jours provinciaux

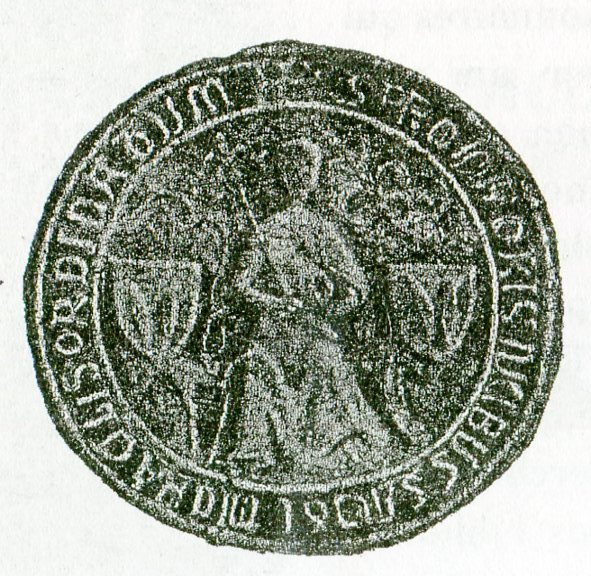
Sceau de la Cour des Grands Jours de Saint-Mihiel

Grands Jours classés par ordre alphabétique de ville.
- Grands jours d'Angers. 1516, 1539.
- Grands jours d'Auvergne, 1582, 1665
- Grands jours de Bordeaux. 1456, 1459.
- Grands jours de Clermont en Auvergne en 1666.
- Grands jours de Lyon. 1596.
- Grands jours de Montferrant. 1481.
- Grands jours de Moulins. 1534, 1540, 1550.
- Grands jours de Périgueux. 1572[4].
- Grands jours de Poitiers et de Thouars. 1454-1455.
- Grands jours de Poitiers. 1531, 1541, 1567, 1579, 1634-1635.
- Grands jours de Riom. 1546.
- Grands jours de Rouen. 1515
- Grands jours de Tours. 1533, 1547.
- Grands Jours de Troyes : du XIIIe au XIXe siècle 1367-1409, 1583.

D'autres Grands jours se tinrent également à Angoulême, à Beaune pour la Bourgogne, Bourges pour le Berry, à Saint-Mihiel pour le duché de Bar, à Rennes au parlement de Bretagne, à Châtellerault, et à Limoges.

## Sources

## Compléments